# Hesperoconopa melanderi
Hesperoconopa melanderi là một loài ruồi trong họ Limoniidae. Chúng phân bố ở miền Tân bắc.